# Pyrrhobryum vallis-gratiae
Pyrrhobryum vallis-gratiae är en bladmossart som beskrevs av Monte Gregg Manuel 1980. Pyrrhobryum vallis-gratiae ingår i släktet Pyrrhobryum och familjen Rhizogoniaceae. Inga underarter finns listade i Catalogue of Life.